# Leonhard Hurter
Leonhard Hurter (* 9. Juni 1678 in Andelfingen; † 10. Januar 1733 in Schaffhausen) war ein Schweizer Mediziner.

## Leben und Werk
Hurter studierte Medizin in Tübingen. Er promovierte 1709 ebendort. 1711 wurde er Feldarzt der königlich-sächsischen Armee. Danach wirkte er als Arzt in Rheinau, St. Blasien und in der Garnison am Hohentwiel. Er diente den Herren von Meersburg als Hof- und Leibarzt. Später war er Leibarzt der Herzöge von Württemberg und ab 1716 Stadtarzt von Schaffhausen.
Am 6. April 1711 wurde Leonhard Hurter mit dem akademischen Beinamen „Diophantus I.“ als Mitglied (Matrikel-Nr. 287) in die Leopoldina aufgenommen. Als Mitglied dieser wissenschaftlichen Gesellschaft publizierte er in den „Academiae Caesareo-Leopoldinae Naturae Curiosorum ephemerides […]“ „Beobachtungen über eine Bauchgeschwulst“ („de hydrope tympanite“).